# Weto
Weto (także veto, z łac. veto – „nie pozwalam”) – prawo wyrażenia sprzeciwu wobec dowolnej decyzji, przyznawane na przestrzeni dziejów rozmaitym organom władzy, pozwalające na odrzucenie w całości (tzw. weto absolutne), lub wstrzymanie (tzw. weto zawieszające) jakiegoś aktu prawnego. Istnieje jeszcze weto ludowe, które polega na odrzuceniu uchwalonej przez parlament ustawy w drodze referendum.
Zazwyczaj rozróżnia się dwa rodzaje weto:
- weto konstruktywne, a więc takie, przy zastosowaniu którego organ blokujący akt prawny jest zobowiązany do podania wersji alternatywnej;
- weto niekonstruktywne, a więc takie, w którym dany akt prawny odrzucany jest w całości bez dodatkowych wyjaśnień.

## Weto w obecnym polskim porządku konstytucyjnym
Zgodnie z Konstytucją RP z 1997 Prezydentowi RP przysługuje prawo konstruktywnej odmowy podpisania ustawy wobec ustaw uchwalonych przez Sejm RP. Sejm może weto Prezydenta RP odrzucić większością kwalifikowaną 3/5 głosów w obecności minimum połowy ustawowej liczby posłów. 
Prawo weta nie obejmuje ustawy budżetowej i ustawy zmieniającej Konstytucję.

## Historia weta w Polsce
Konstytucja marcowa nie przewidywała możliwości odmowy podpisania ustawy przez Prezydenta RP (prawo veta zawieszającego na 30 dni miał natomiast Senat). Uprawnienie głowy państwa do odrzucenia ustawy było wymienione w Konstytucji kwietniowej. Sprzeciw Prezydenta RP mógł zostać odrzucony ustawową większością posłów i senatorów. W myśl Konstytucji PRL Przewodniczący Rady Państwa wraz z Sekretarzem nie miał prawa weta. Prawo to przyznano nowelą kwietniową Prezydentowi PRL (od 31 grudnia 1989 roku na mocy noweli grudniowej Prezydentowi RP). Prerogatywa ta występowała także w Małej Konstytucji. Te dwa ostatnie akty konstytucyjne pozwalały na obalenie weta prezydenckiego większością co najmniej 2/3 posłów. Jednakże w okresie obowiązywania Małej Konstytucji weto w stosunku do rozporządzenia z mocą ustawy miało charakter absolutny.
W Polsce od XVII wieku rozwinęło się także liberum veto.